# Кавказький район
Кавказький район — муніципальне утворення у Краснодарському краї Росії. Районний центр — місто Кропоткін.

## Історія
Район було створено 1944 року з центром в ст-ці Кавказька. З 1956 року центром району було місто Кропоткін. У 1963 році до складу району було включено місто Гулькевичі і території колишніх Гулькевицького і Тбіліського районів, центром району стало місто Гулькевичі. У 1980 році з  території Кавказького району знову був утворенний  Гулькевицький район з центром в місті Гулькевичі, а центром Кавказького району стала станиця Кавказька. 27 липня 2008 року відбувся референдум про об'єднання міста Кропоткіна і Кавказького району у єдине муніципальне утворення. Після цього у 2009 році місто Кропоткін стало адміністративним центром Кавказького району.

## Географія
Район розташований на сході Краснодарського краю. Межі району проходять природними межовими урочищами: у північній частини район межує із землями Тихорєцького і Новопокровського районів; у східній частині із землями Ставропольського краю; у південно-східній частині межу проведено річищем річки Кубань,  західна частина - із землями Тбіліського району.

## Адміністративний поділ
В районі 
- 1 міське поселення:
  - Кропоткінське міське поселення  — місто Кропоткін
- 8 сільських поселень:
  - Дмитрієвське сільське поселення - станиця Дмитрієвська
  - сільське поселення ім. М. Горького  - селище ім. М. Горького
  - Кавказьке сільське поселення - станиця Кавказька
  - Казанське сільське поселення - станиця Казанська
  - Лосевське сільське поселення - хутір Лосево
  - Мирське сільське поселення - селище Мирськой
  - Привольне сільське поселення - хутір Привольний
  - Теміжбецьке сільське поселення - станиця Теміжбекська

Всього в районі 28 населених пунктів.